# 洛林·鲍曼
洛林·鲍曼（法語：Lorraine Baumann，1993年10月1日—），法國女子羽毛球運動員。

## 簡歷
2013年7月，洛林·鲍曼代表法國（斯特拉斯堡大學）出戰俄羅斯喀山舉行的世界大學生運動會羽毛球比賽混合團體、女子雙打及混合雙打項目。
2015年7月，洛林·鲍曼代表法國（Université Paris-Est）出戰韓國光州市舉行的世界大學生運動會羽毛球比賽。
2017年8月， 洛林·鲍曼參加苏格兰格拉斯哥舉行的世界羽毛球錦標賽，她和奥德丽·方丹出戰女子双打項目。首圈以2比1 （21-13、19-21、21-18）拿下英格兰的珍妮·穆尔/维多利亚·威廉斯。但在第二圈中以0比2 （9-21、8-21）不敌赛会7號種子、日本的田中志穗/米元小春，32强止步。

## 主要比賽成績
只列出曾進入準決賽的國際賽事成績：
| 年份   | 賽事                     | 公開賽級別 | 項目     | 拍檔               | 成績   |
| ------ | ------------------------ | ---------- | -------- | ------------------ | ------ |
| 2012年 | 羅馬尼亞羽毛球國際賽     | 國際系列賽 | 混合雙打 | 加埃唐·米特莱尔泽  | 準決賽 |
| 2013年 | 荷蘭羽毛球國際賽         | 國際挑戰賽 | 混合雙打 | 巴蒂斯特·卡雷姆    | 準決賽 |
| 2013年 | 葡萄牙羽毛球國際賽       | 國際系列賽 | 女子雙打 | 莉亚·巴莱尔莫      | 準決賽 |
| 2014年 | 羅馬尼亞羽毛球國際賽     | 國際系列賽 | 女子雙打 | 泰沙娜·维尼斯·瓦汉 | 準決賽 |
| 2014年 | 愛爾蘭羽毛球公開賽       | 國際挑戰賽 | 女子雙打 | 奥德丽·方丹        | 準決賽 |
| 2014年 | 土耳其羽毛球國際賽       | 國際系列賽 | 混合雙打 | 马林·鲍曼          | 準決賽 |
| 2015年 | 斯洛文尼亞羽毛球國際賽   | 國際系列賽 | 混合雙打 | 马林·鲍曼          | 亞軍   |
| 2016年 | 葡萄牙羽毛球國際賽       | 國際系列賽 | 混合雙打 | 朱利安·马尤        | 準決賽 |
| 2016年 | 西班牙羽毛球國際賽       | 國際挑戰賽 | 女子雙打 | 奥德丽·方丹        | 準決賽 |
| 2016年 | 布拉格羽毛球公開賽       | 國際挑戰賽 | 女子雙打 | 奥德丽·方丹        | 準決賽 |
| 2022年 | 新亞奎丹羽毛球未來系列賽 | 未來系列賽 | 混合雙打 | Lecerf Corentin    | 準決賽 |

| 2007-2017年 | 首要超級賽 | 超級賽 | 黃金大獎賽 | 大獎賽 | 國際挑戰賽 | 國際系列賽 | 未來系列賽 | 其他 |

| 2018-2026年 | 總決賽 | 超級1000賽 | 超級750賽 | 超級500賽 | 超級300賽 | 超級100賽 | 國際挑戰賽 | 國際系列賽 | 未來系列賽 | 其他 |

### 奧運會和世錦賽參賽紀錄
|          | 搭檔        | 2017 |
| -------- | ----------- | ---- |
| 女子雙打 | 奥德丽·方丹 | 32強 |